# Бертолуччи, Бернардо
Берна́рдо Бертолу́ччи (итал. Bernardo Bertolucci; 16 марта 1941, Парма, Италия — 26 ноября 2018, Рим) — итальянский кинорежиссёр, драматург и поэт.
В 1960-е годы выступал как последователь Годара и Пазолини, увлекался коммунизмом и фрейдизмом, тонко переплетая в своих фильмах социальное с интимным.
Во многих лентах обращался к табуированным формам человеческой сексуальности — инцесту, триолизму, гомосексуальности.
Постоянно сотрудничал с оператором Витторио Стораро, прозванным итальянскими критиками «богом светотени».
После триумфального успеха фильмов «Конформист» (1970) и «Последнее танго в Париже» (1972) работал за пределами Италии, в том числе на буддийском Востоке, называя себя «скептическим буддистом-любителем».
Обладатель премии «Оскар» за постановку и написание сценария к эпическому байопику «Последний император» (1987).

## Биография
Родился в Парме (Италия) в семье Аттилио Бертолуччи. Его отец, поэт, кинокритик, профессор истории искусств, поощрял интерес Бернардо к фильмам, часто брал его с собой на съёмки.
С 1957 по 1958 год осуществляет первые пробные работы в кино — любительские фильмы на 16-мм плёнке «Канатная дорога» (1957) и «Смерть свиньи» (1958). Студент философского факультета в Римском университете (в эти годы за поэтический сборник «В поисках тайны» получает Национальную литературную премию; знакомится с Пьером Паоло Пазолини). В 1961 году ассистирует Пазолини на съёмках фильма «Аккатоне».
В 1962 году бросает университет и снимает свой первый игровой фильм «Костлявая кума» (La Commare Secca). Выходит книга стихов «В поисках загадки», за которую Бертолуччи получает премию Виареджо. Два года спустя снимает фильм «Перед революцией» (Prima Della Rivoluzione).
1965—1966 годы:
- Снял полнометражный документальный телефильм «Нефтепровод»
- Работает над незавершённым фильмом «Канал» (1966)
- Поставил короткометражный игровой фильм «Агония» для альманаха «Любовь и ярость» (Amore E Rabbia, 1967).

В 1968 году фильмом «Партнёр» (Partner) переносит на большой экран действие повести Достоевского «Двойник». Вместе с Серджо Леоне и Дарио Ардженто работает над сценарием культового вестерна «Однажды на Диком Западе». В 1969 году на экраны выходит телефильм «Стратегия паука» (La Strategia Del Ragno), по мотивам рассказа Борхеса.
В 1970 году получает всемирную известность благодаря ленте «Конформист» (Il Conformista), исследующей психологические истоки фашизма (фильм снят по одноимённой повести Альберто Моравиа). В получившей скандальную известность ленте «Последнее танго в Париже» (Last Tango In Paris/Dernier Tango А Paris) создал романтическую версию современной трагедии любви, в которой герой оказывается жертвой ложных условностей буржуазного круга.
В 1976 году снимает эпопею «Двадцатый век» (Novecento), главные роли в которой исполнили Жерар Депардьё и Роберт де Ниро — картину, в которой личные судьбы переплетаются с классовой борьбой в период с 1901 до 1945-го, года освобождения от фашизма. После встреченных критикой в штыки фильмов «Луна» (La Luna, 1979) и «Трагедия смешного человека» (La Tragedia Di Un Uomo Ridicolo, 1981) надолго порвал с итальянской тематикой.

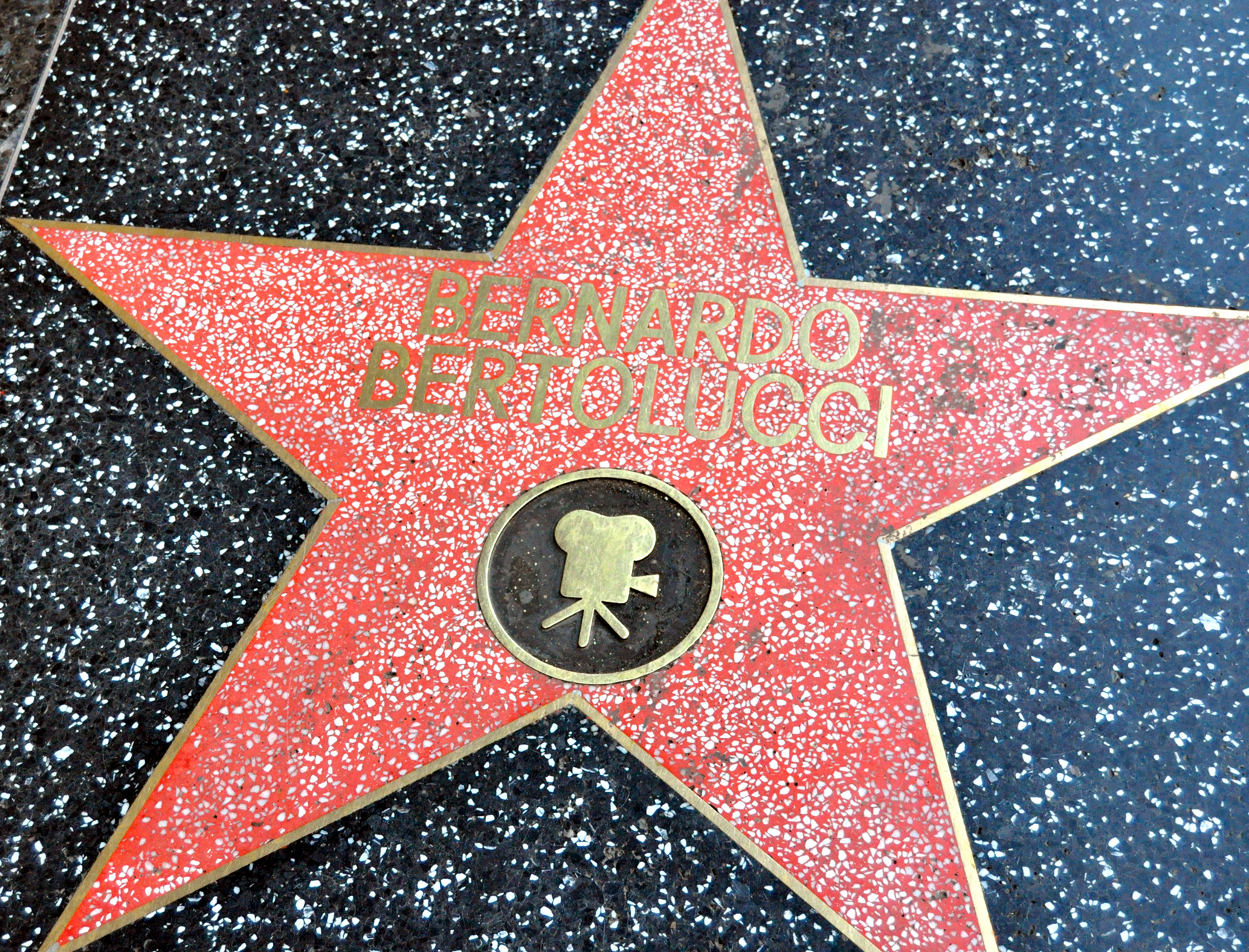
Звезда Бертолуччи на голливудской «Аллее славы»

Переездом в Англию начался его «космополитический» период творчества. В 1987 году на материале китайской истории создаёт фильм «Последний император» (The Last Emperor, 1987), получивший высокую оценку американского киноистеблишмента и «Оскар» за лучший фильм года.
В 1990 году экранизацией одноимённого романа Пола Боулза стала его психологическая драма на африканском материале «Под покровом небес» (другое название — «Чай в пустыне») (The Sheltering Sky). В ноябре 1993 года состоялась премьера фильма «Маленький Будда» (Little Buddha) с предварительной премьерой в Париже в присутствии единственного зрителя — Далай-ламы. Фильм оказался адаптацией преимущественно для американской аудитории хрестоматийных постулатов буддизма.
В 1995 году после 15 лет отсутствия снял в Италии фильм «Ускользающая красота» с Лив Тайлер в главной роли. В 2003 году на экраны выходит фильм «Мечтатели» — наполненная кинематографическими аллюзиями история сексуальной революции в отдельно взятой парижской квартире, происходящая на фоне «Красного мая» 1968 года. После него был анонсирован фильм о композиторе-убийце по имени Джезуальдо да Веноза, но запустить проект в производство Бертолуччи помешали острые боли в спине.
В 2011 году очередной Каннский кинофестиваль начался с вручения награды Бернардо Бертолуччи за вклад в киноискусство. Подобный приз уже есть в коллекции заслуженного режиссёра — в 2007 году его почтили в Венеции. Тогда же Бертолуччи объявил о начале работы над новым фильмом «Я и ты» по роману Николо Амманити. Фильм вышел в 2012 году и стал завершающей работой Бертолуччи.
Режиссёр скончался в Риме 26 ноября 2018 года в возрасте 77 лет после продолжительной болезни. Тело было кремировано, прах развеян.

## Семья
- Младший брат — Джузеппе, сценарист и режиссёр
- Двоюродный брат — Джованни, продюсер[16]
- Первая жена — Адриана Асти, актриса
- Вторая жена — Клэр Пеплоу[англ.], режиссёр

## Фильмография
- «Печать зла»

- 1962 — Костлявая кума / La commare secca
- 1964 — Перед революцией / Prima della rivoluzione
- 1966 — Канал / Il canale
- 1967 — Нефтепровод / La via del petrolio (телевизионный)
- 1968 — Партнёр / Partner
- 1969 — Любовь и ярость (Эпизод «Агония») / Amore e rabbia (segment Agonia)
- 1970 — Конформист / Il conformista
- 1970 — Стратегия паука / La strategia del ragno
- 1971 — Бедные умирают первыми / La salute è malata (документальный)
- 1972 — Последнее танго в Париже / Ultimo tango a Parigi
- 1976 — Двадцатый век / Novecento
- 1979 — Луна / La Luna
- 1981 — Трагедия смешного человека / La tragedia di un uomo ridicolo
- 1987 — Последний император / The Last Emperor
- 1989 — 12 режиссёров о 12 городах[итал.] (эпизод «Болонья») / 12 registi per 12 città (segment Bologna) (документальный)
- 1990 — Под покровом небес / The Sheltering Sky
- 1993 — Маленький Будда / Little Buddha
- 1996 — Ускользающая красота / Stealing Beauty
- 1998 — Осаждённые / Besieged
- 2002 — На десять минут старше: Виолончель (эпизод «История вод») / Ten Minutes Older: The Cello (segment Histoire d’eaux)
- 2003 — Мечтатели / The Dreamers
- 2012 — Я и ты / Io e te

## Признание и награды
- Национальная литературная премия (за поэтический сборник «В поисках тайны»)
- 1962 — Премия Виареджо (за книгу стихов «В поисках загадки»)
- 1988 — Премия «Оскар» (за фильм «Последний император» (The Last Emperor). Победа в девяти номинациях, среди которых «Лучший фильм», «Лучший режиссёр», «Лучший адаптированный сценарий»
- 1988, во время первой церемонии вручения «Европейского Оскара» — Бертолуччи отмечен Специальным призом «За исключительный культурный и финансовый вклад» в кино (также фильм «Последний Император»).
- 2011 — Почётная Золотая пальмовая ветвь за вклад в киноискусство (Каннский кинофестиваль 2011)
- 2012 — Премия Европейской киноакадемии за творчество в целом
- Премия «За вклад в киноискусство мира» (Сербия)[18]